# Mariano Almandoz
Luis Mariano Almandoz (Rauch, 10 gennaio 1994) è un ex calciatore argentino, di ruolo difensore.

## Caratteristiche tecniche
È un terzino sinistro.

## Carriera
Cresciuto nelle giovanili dell'Argentinos Juniors, debutta in prima squadra il 27 maggio 2013 disputando da titolare il match pareggiato 0-0 contro l'Estudiantes.